# آو (عبری)
| فرانچسکو هایز, معبد دوم در شعله های آتش, ۱۸۶۷. نهم ماه آو بنام تیشا بآو هراه تعنیت در بزرگداشت آنچه غم‌انگیزترین روز در تاریخ یهودیان نامیده شده‌است, که درآن پرستش‌گاه اورشلیم به آتش کشیده شد. |           |
| شماره ماه: | ۵         |
| شمار روزها: | ۳۰        |
| فصل: | تابستان   |
| گاه‌شماری میلادی: | ژوئیه–اوت |

آو (به عبری: אָב) پنجمین ماه از تقویم عبری است. آو ماهی تابستانی و ۳۰ روزه است.